# Dysstroma sinensis
Dysstroma sinensis là một loài bướm đêm trong họ Geometridae.